# Стюарт, Арабелла
Арабе́лла Стю́арт (англ. Arbella Stuart, также Arabella и Stewart; 1575, Ноттингемшир или Хакни — 27 сентября 1615, Тауэр) — англо-шотландская аристократка, рассматривавшаяся в качестве наследницы английского трона после смерти королевы Елизаветы I Тюдор.

## Происхождение
Арабелла Стюарт была единственным ребёнком шотландского аристократа Чарльза Стюарта, графа Леннокса, и Элизабет Кавендиш. По отцовской линии Арабелла была внучкой Мэтью Стюарта, графа Леннокса и леди Маргариты Дуглас, которая в свою очередь была дочерью Арчибальда Дугласа, графа Ангуса, от его брака с вдовой шотландского короля Якова IV, Маргаритой Тюдор. Таким образом, Арабелла являлась потомком английского короля Генриха VII, что давало ей право претендовать на английский престол, хотя сама она к этому не стремилась.

## Детство
Отец Арабеллы, Чарльз Стюарт, граф Леннокс, скончался в 1576 году, когда девочке было около года. Заботы о воспитании маленькой Арабеллы полностью легли на плечи её матери, Элизабет Кавендиш, которая скончалась в 1582 году, оставив семилетнюю дочь сиротой. Арабелла оказалась под опекой бабушки по материнской линии, Бесс из Хардвика, хотя ожидалось, что её опекуном станет Уильям Сесил, барон Бёрли, как глава суда опеки.
В течение большей части детства Арабелла жила под протекцией в изоляции в Хардвик-холле в графстве Дербишир с бабушкой, которая в 1568 году вышла замуж за Джорджа Толбота, графа Шрусбери, ставшего её четвёртым мужем. Здесь, в возрасте около двадцати лет, она окончила своё обучение; Арабелла знала несколько языков и играла на лютне, виоле и вёрджинеле. Похоже, Арабелла наслаждалась периодическими визитами ко двору и в Лондон, в том числе посещениями двора в течение лета 1587 и 1588 годов, а также визитом, длившимся с ноября 1591 по июль 1592 года.
Начиная с начала 1589 года или около того, «один Морли… посещал Арабеллу и читал ей», как сообщает в депеше от 21 сентября 1592 года Бесс Хардвик лорду Бёрли. По времени Бесс оценивает служение Морли Арабелле в промежуток в 3,5 года. Она также отмечает, что он надеялся на ренту от Арабеллы, размером в £ 40 в год, основываясь на том, что ему «был настолько причинён вред [то есть столько упущено выгоды], когда он покинул университет». Всё это привело к предположению, что Морли (англ. Morley) мог быть поэтом Кристофером Марло (англ. Marlowe), чья фамилия иногда пишется таким способом.

## Кандидатка в наследницы трона
Поскольку королева Англии Елизавета I была бездетной, корона должна была перейти к кому-нибудь из потомков двух её тёток по отцовской линии — Маргариты или Марии. Некоторое время до 1592 года Арабелла рассматривалась как одна из самых приемлемых кандидатур в наследницы королевы Елизаветы, которой Арабелла приходилась внучатой племянницей. К тому же Арабелла была тесно связана с Англией: она принадлежала к знатному роду и воспитывалась одной из значимых фигур елизаветинского двора. Тем не менее, в период с конца 1592 по весну 1593 года представители влиятельной семьи Сесилов — лорд-казначей Елизаветы, лорд Бёрли, и его сын, государственный секретарь Роберт Сесил — перевели внимание королевы с Арабеллы на её двоюродного брата, короля Шотландии Якова VI, как на более предпочтительного наследника, поскольку он являлся потомком старшего внука Маргариты — Генри Дарнли и, таким образом, имел преимущественное право наследования.
В 1603 году, после восшествия на английский престол короля Якова, его противники попытались организовать заговор с целью свержения шотландского короля с английского престола и возведения на него Арабеллы. Когда Арабеллу пригласили принять участие в заговоре и подтвердить согласие в письменной форме, она незамедлительно сообщила обо всём королю.

## Брачные планы
Благодаря статусу возможной наследницы престола, на протяжении всего детства Арабеллы обсуждались соответствующие брачные планы. Подходящим вариантом для римско-католической церкви был брак Арабеллы с членом савойской династии и дальнейшее занятие английского престола. Также обсуждался брак с Рануччо, старшим сыном Алессандро Фарнезе и Марии де Гимарайнш. Согласно Curiosities of Literature Исаака Д’Израэли, эту схему придумал папа, который, в конечном счёте, посчитал подходящим мужем для Арабеллы своего брата-кардинала. Папа лишил сана своего брата, чтобы тот мог жениться и заполучить английскую корону. Из этого плана ничего не вышло, а единственным прямым доказательством религиозности Арабеллы послужил факт принятия протестантского причастия во время пребывания в доме Шрусбери в Челси.
В последние месяцы царствования Елизаветы I Арабелла оказалась в опале за намерение выйти замуж за Эдварда Сеймура, члена известной семьи Сеймуров. О готовящемся браке королеве сообщил дед предполагаемого жениха, Эдуард Сеймур, 1-й граф Хартфорд. Арабелла отрицала, что имела намерение вступить в брак без разрешения королевы, которое было необходимо, чтобы брак считался законным.
В 1588 году, по предложению Якова VI Шотландского, мужем Арабеллы должен был стать Людовик Стюарт, 2-й герцог Леннокс, однако брак так и не состоялся. В 1604 году Сигизмунд III, король Польши, отправил посла в Англию, чтобы просить руки Арабеллы; это предложение было также отклонено.

### Брак с Сеймуром
В 1610 году Арабелла, которая была четвёртой в очереди на английский престол, снова оказалась в затруднении из-за брачных планов, на этот раз связанных с Уильямом Сеймуром, лордом Бошаном, позже ставшим 2-м герцогом Сомерсетом. Уильям Сеймур был внуком леди Кэтрин Грей, младшей сестры «девятидневной королевы» Джейн Грей, и, таким образом, являлся потомком Марии Тюдор, что позволяло ему претендовать на английский престол.
Хотя пара первоначально отрицала, что между ними существовали какие-либо чувства, они тайно поженились 22 июня 1610 года в Гринвичском дворце. За брак без разрешения короля новоиспечённые муж и жена были арестованы по приказу Якова I: Арабелла была помещена в дом сэра Томаса Перри в Ламбете, а Сеймур был заключён в Тауэр. У пары была некоторая свобода в пределах их тюрем, благодаря чему сохранились некоторые письма Арабеллы к мужу и к королю этого периода. Когда король узнал о письмах Арабеллы, написанных Сеймуру, он приказал передать кузину под стражу Уильяму Джеймсу, епископу Дарема. В январе 1611 года Яков официально уведомил Арабеллу о том, что её муж был приговорён к пожизненному заключению в Тауэре, а она должна будет отправиться в ссылку на север. Однако, отъезд в Дарем был отложен из-за болезни Арабеллы. Ходили слухи, что причиной ссылки были вовсе не письма к мужу, а беременность Арабеллы.
Отложенный отъезд на север позволил Арабелле с мужем распланировать побег. Арабелла, переодевшись мужчиной, бежала в Кент, где должна была встретиться с мужем. Однако, Сеймур на встречу не успел и Арабелла отплыла во Францию одна. Как отмечает Сара Джейн Стин, благодаря виртуозному фокусу с переодеванием, Арабелла могла стать прототипом Имоген, персонажа шекспировской пьесы «Цимбелин».
Сбежавший из Тауэра Сеймур, не обнаружив в Кенте жену, сел на следующий корабль до Фландрии. За Арабеллой были посланы люди короля, которые встретили её в Кале. Арабелла была возвращена в Англию и доставлена в Тауэр, в котором провела оставшиеся дни жизни.

## Смерть
В свои последние дни заключения в Тауэре тяжело болевшая Арабелла отказывалась от еды, чем усугубила своё состояние; она скончалась 25 сентября 1615 года и была похоронена четыре дня спустя в Вестминстерском аббатстве. В XIX веке, в ходе работ по поиску могилы Якова I, свинцовый гроб с телом Арабеллы был найден в склепе Марии Стюарт, непосредственно над гробом шотландской королевы.
Через три месяца после смерти Арабеллы Уильям Сеймур написал королю с просьбой разрешить ему вернуться в Англию. В феврале 1616 года Уильям получил от короля аудиенцию и прощение. Ещё через четыре месяца Сеймур женился во второй раз: его избранницей стала леди Френсис Деверё, дочь Роберта Деверё, 2-го графа Эссекса.

## В культуре
Сохранилось более сотни писем, написанных Арабеллой. Коллекция этих писем была опубликована в 1994 году под редакцией Сары Джейн Стин, которая дополнила книгу описанием деталей деятельности Арабеллы и её идей. Кроме того, Арабелле было посвящено несколько книг («Венок для Арабеллы» Дорис Лесли), а также стихов («Леди Арабелле» Эмилии Ланьер) и поэм («Арабелла Стюарт» Фелиции Хеманс).